# دايفيد مونتجومري
دايفيد مونتجومري (بالإنجليزية: David Montgomery)‏ هو صحفي وشخصية أعمال بريطاني، ولد في 6 نوفمبر 1948 في بانجورفي المملكة المتحدة.

## روابط خارجية
- دايفيد مونتجومري على موقع مونزينجر (الألمانية)